# Saint-Bérain
Saint-Bérain é uma comuna francesa na região administrativa de Auvérnia-Ródano-Alpes, no departamento de Alto Loire. Estende-se por uma área de 12,89 km². Em 2010 a comuna tinha 90 habitantes (densidade: 7 hab./km²).